# J. Malucelli Futebol S/A
J.Malucelli Futebol S/A – brazylijski klub piłkarski z siedzibą w São José dos Pinhais, będącym częścią Kurytyby, stolicy stanu Parana.

## Osiągnięcia
- Mistrz III ligi brazylijskiej (Campeonato Brasileiro Série C): 2000
- Wicemistrz stanu Parana (Campeonato Paranaense): 2009
- Mistrz II ligi stanu Parana (Campeonato Paranaense de Futebol da Segunda Divisão): 1998
- Puchar stanu Parana (Copa Paraná): 2007

## Historia
Klub założony został 27 grudnia 1994 roku pod nazwą Malutrom. W lipcu 1998 klub przekształcony został w spółkę akcyjną, a w listopadzie 2005 zmienił nazwę na obecnie stosowaną – J.Malucelli.